# Barbara Parker-Mallowan
Barbara Hastings Parker-Mallowan, Lady Mallowan (14 juillet 1908 - 21 novembre 1993) est une archéologue, assyriologue et épigraphiste anglaise spécialisée dans les sceaux cylindriques .

## Biographie
Barbara Parker est née le 14 juillet 1908 de Reginald Francis Parker (1871–1946) et a un frère cadet John Manwaring Parker (1911–1979). Elle travaille à Bagdad et succède à Robert Hamilton (1905-1995) en tant que secrétaire et bibliothécaire de la British School of Archaeology in Iraq de 1950 à 1961. Elle en est la présidente de 1983 jusqu'à sa mort en 1993 .
Sa première mission avec Max Mallowan est de construire une "maison de fouilles" à Nimroud, qu'elle entretient pendant de nombreuses années. Elle est généralement le seul membre du personnel à résider à Bagdad tout au long de l'année scolaire, d'octobre à juin .
Elle est également maître de conférences en archéologie mésopotamienne à l'Institut d'archéologie de Londres à partir de 1961. Elle est impliquée dans les fouilles de Nimroud sous Max Mallowan, et aussi à Tell Rimah et Tell Brak ,.
Lors des honneurs du Nouvel An de 1962, elle est nommée Officier de l'Ordre de l'Empire britannique (OBE) en reconnaissance de ses services en tant que secrétaire et bibliothécaire de la British School of Archaeology en Irak.
Elle épouse Max Mallowan et devient Lady Mallowan en 1977, à la suite du décès de sa première épouse Agatha Christie ,.

## Publications
- Parker, « Cylinder Seals from Palestine », Iraq, vol. 11, no 1,‎ 1949, p. 1–43 (DOI 10.2307/4241686, JSTOR 4241686)
- Parker, « The Nimrud Tablets, 1952: Business Documents », Iraq, vol. 16, no 1,‎ 1954, p. 29–58 (DOI 10.2307/4199582, JSTOR 4199582)
- Parker, « Excavations at Nimrud, 1949-1953: Seals and Seal Impressions », Iraq, vol. 17, no 2,‎ 1955, p. 93–125 (DOI 10.2307/4241722, JSTOR 4241722)
- Parker, « Nimrud Tablets, 1956: Economic and Legal Texts from the Nabu Temple », Iraq, vol. 19, no 2,‎ 1957, p. 125–138 (DOI 10.2307/4199624, JSTOR 4199624)
- Parker, « Administrative Tablets from the North-West Palace, Nimrud », Iraq, vol. 23, no 1,‎ 1961, p. 15–67 (DOI 10.2307/4199695, JSTOR 4199695)
- Parker, « Seals and Seal Impressions from the Nimrud Excavations, 1955-58 », Iraq, vol. 24, no 1,‎ 1962, p. 26–40 (DOI 10.2307/4199710, JSTOR 4199710)
- Parker, « Economic Tablets from the Temple of Mamu at Balawat », Iraq, vol. 25, no 1,‎ 1963, p. 86–103 (DOI 10.2307/4199734, JSTOR 4199734)
- Parker, « Middle Assyrian Seal Impressions from Tell al Rimah », Iraq, vol. 39, no 2,‎ 1977, p. 257–268 (DOI 10.2307/4200074, JSTOR 4200074)